# Tanongsak Prajakkata
Tanongsak Prajakkata (en tailandés: ทนงสักธิ์ ประจักกะตา; provincia de Nong Khai, Tailandia; 29 de junio de 1976) es un exfutbolista y entrenador de fútbol de Tailandia que jugaba en la posición de defensa. Actualmente es entrenador asistente del Chiangmai FC de la Liga de Tailandia.

## Carrera

### Club
| Periodo   | Club                    | Apariciones | Goles |
| --------- | ----------------------- | ----------- | ----- |
| 2000–2006 | BEC Tero Sasana         | 95          | 1     |
| 2007–2009 | TTM Samut Sakhon        | 68          | 2     |
| 2009–2012 | Bangkok Glass FC        | 29          | 0     |
| 2013–2014 | Chainat Hornbill FC     | 8           | 0     |
| 2014      | Bangkok FC              | 10          | 0     |
| 2015      | Kasetsart University FC | 16          | 0     |

### Selección nacional
Jugó para Tailandia en 58 ocasiones de 1997 a 2004 y anotó tres goles; participó en la Copa Asiática 2000.

### Entrenador
| Periodo | Club          |
| ------- | ------------- |
| 2021    | Raj Pracha FC |
| 2022    | Chiangmai FC  |

## Logros
- Liga de Tailandia  2000, 2001-02
- Copa Kor Royal  2001-02
- Copa de Singapur  2010